# Карл Антон Ларсен
Карл Антон Ларсен (на норвежки: Carl Anton Larsen, правилен правопис на фамилията по правилата за транскрипции Лашен) е известен норвежки полярен изследовател и пионер на антарктическия китолов.

## Биография

### Произход и младежки години (1860 – 1892)
Роден е на 7 август 1860 година в Йостре Халсен, Тьолинг, фюлке Вестфол, Норвегия, в семейството на морски капитан. От 9-годишна възраст плава с баща си, ловуват тюлени и търгуват в Северния ледовит океан, като се връща на училище всяка година през есента и зимата.

### Експедиционна дейност (1892 – 1924)

#### Антарктика и Южна Джорджия (1892 – 1894)
Ларсен проучва перспективите за китолов при посещението си в Антарктика и Южна Джорджия като капитан на кораба „Язон“. През 1892 – 1893 и 1893 – 1894 г., по време на двете си плавания, открива шелфовия ледник Ларсен (86 хил. км2, 64º 30` – 70º ю.ш., 62º з.д.), остров Робъртсън (65°16′ ю. ш. 59°50′ з. д. / 65.266667° ю. ш. 59.833333° з. д.), остров Вейер (66°39′ ю. ш. 62°50′ з. д. / 66.65° ю. ш. 62.833333° з. д.), п-ов Язон (66°15′ ю. ш. 62°00′ з. д. / 66.25° ю. ш. 62° з. д.), остров Кристенсен (65°04′ ю. ш. 59°58′ з. д. / 65.066667° ю. ш. 59.966667° з. д.), Бряг Фойн (66 – 66º 30` ю.ш.) и прониква в море Уедъл до 68º 10` ю.ш.

#### Участие в експедицията на Ото Норденшелд (1901 – 1903)
През 1901 – 1903 участва като капитан на кораба „Антарктик“ в шведската експедиция на Ото Норденшелд. След спиране в Буенос Айрес корабът „Антарктик“, с участниците в експедицията на борда, през късното лято (21 февруари) на 1902 г. навлиза в зоната на дрейфуващите ледове. На 12 февруари 1903 г., в късното антарктическо лято, „Антарктик“ прави последен опит да достигне до групата на Норденшелд, но корабът е затиснат от ледовете и потъва. Екипажът на кораба, начело с капитан Ларсен, успява за 16 дни с лодки да се добере до малкия остров Паулета, където зимуват.
След успешно прекараното зимуване двете групи, на Норденшелд и на Ларсен, успяват случайно да се срещнат и през декември 1903 г. са спасени от аржентинския кораб „Уругвай“.
Докато е в Буенос Айрес Ларсен учредява Аржентинската рибна компания. Като неин мениджър ръководи изграждането в Грютвикен на първата китоловната база в Антарктика и е неин мениджър от 1904 до 1914 г.

#### Грютвикен, Южна Джорджия (1904 – 1923)
През 1904 г. се заселва в британското владение Южна Джорджия, Антарктика.
Съпругата му Андрин, заедно с петте им деца, се преселва при него през 1905 г. Семейството получава британско поданство, като в молбата подадена и удовлетворена през януари 1910 г. от британския магистрат на Южна Джорджия, Ларсен заявява:
„Аз се отказах от своите права на норвежки гражданин и живея тук откакто започнах китолов в тази колония на 16 ноември 1904 г. и нямам причина да бъда с каквото и да било друго поданство освен британско, тъй като домът ми е тук и възнамерявам да бъде за дълго.”

Ларсен е между най-значимите личности в Южноджорджийската история през XX век. Оказва съдействие и логистична подкрепа на множество научни експедиции, между които на своя приятел сър Ърнест Шакълтън.
През 1905 г. поставя начало на метеорологичните наблюдения в Грютвикен. През 1911 г. пренася и аклиматизира на острова северни елени – от 2001 г. южноджорджийски елени са пренесени и се отглеждат във ферми на Фолкландските острови. Ларсен построява и първата църква в Антарктика. Тя е пренесена от Стрьомен, Норвегия, и сглобена в Грютвикен през 1913 г.

#### Море Рос (1923 – 1924)
Последното си плаване Ларсен предприема от декември 1923 до февруари 1924 г. на китоловната база-кораб „Сър Джеймс Кларк Рос“ (12 450 т), заедно с пет други китоловни кораба в море Рос. Базата е закотвена в залива Дискавъри на ледената бариера Рос, докато останалите кораби ловуват китове. След това експедицията изследва възможностите за използването на Китовия залив, залива Макмърдо, бреговете на остров Франклин и Земя Виктория, за база на норвежкия китоловен флот.

### Смърт
Умира на 8 декември 1924 година в море Рос на 64-годишна възраст. Погребан е в норвежкия китоловен град Санефьор.

## Памет
Неговото име носят:
- връх Ларсен (74°52′ ю. ш. 162°08′ и. д. / 74.866667° ю. ш. 162.133333° и. д.) на Земя Виктория, в Източна Антарктида;
- връх Ларсен (59°27′ ю. ш. 27°18′ з. д. / 59.45° ю. ш. 27.3° з. д., 710 м) на остров Туле, в Южни Сандвичеви острови;
- залив Ларсен (64°32′ ю. ш. 59°15′ з. д. / 64.533333° ю. ш. 59.25° з. д.) на източното крайбрежие на Антарктическия полуостров;
- залив Ларсен Харбър (54°50′ ю. ш. 36°01′ з. д. / 54.833333° ю. ш. 36.016667° з. д.), част от Дригалски фиорд на източното крайбрежие на остров Южна Джорджия;
- нос Ларсен, на източното крайбрежие на остров Южна Джорджия;
- нунатак Ларсен, на източното крайбрежие на Антарктическия полуостров;
- о-ви Ларсен (60°36′ ю. ш. 46°04′ з. д. / 60.6° ю. ш. 46.066667° з. д.), в Южните Оркнейски о-ви
- проток Ларсен (63°12′ ю. ш. 56°20′ з. д. / 63.2° ю. ш. 56.333333° з. д.) между островите Жуенвил на юг и д'Юрвил на север, покрай североизточния бряг на Антарктическия полуостров;
- шелфов ледник Ларсен (67°30′ ю. ш. 62°30′ з. д. / 67.5° ю. ш. 62.5° з. д.) покрай източното крайбрежие на Антарктическия полуостров.